# Rouvres-les-Bois
Rouvres-les-Bois é uma comuna francesa na região administrativa do Centro, no departamento Indre. Estende-se por uma área de 31,75 km². Em 2010 a comuna tinha 283 habitantes (densidade: 8,9 hab./km²).